# SOBI 20

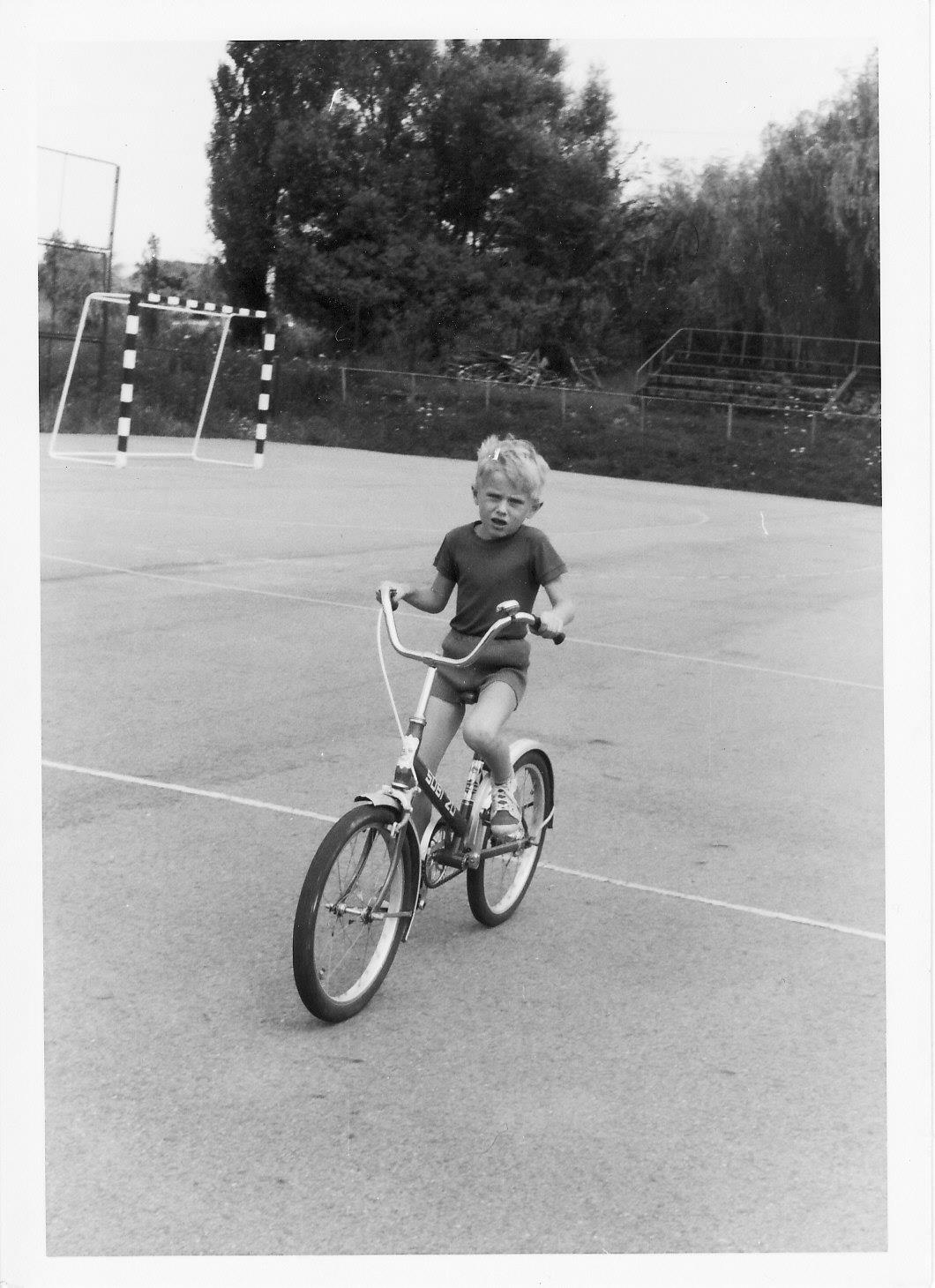
SOBI 20 bylo v 80. letech častým dětským kolem

SOBI 20 je druh kola pro děti do 12 let, který vyráběl československý výrobce jízdních kol Velamos, se sídlem v Sobotíně a továrnou v Petrově nad Desnou. Název SOBI 20 vznikl právě z názvu obce Sobotín. Číslice 20 označuje velikost kol. Disponuje dvacetipalcovými koly, železným rámem a mnohdy vysokými řídítky, které se hodí pro děti i dospělé. Kolo je oceňováno pro svou univerzálnost, bezporuchovost a perfektní manévrovací schopnosti. Nejvíce se tento model vyráběl v 80. letech 20. století. Jeho cena se v tehdejší době pohybovala okolo 1 000 československých korun.